# Modus preparandi se ad mensam
Modus preparandi se ad mensam (Niżli siądziesz do stołu, masz umysł sprostować) – polski poemat z pierwszej połowy XVI wieku.
Tekst został zapisany po polsku, aczkolwiek zatytułowany po łacinie Modus preparandi se ad mensam et de obiectis assumendis („Sposób przygotowania się do posiłku i o przedmiotach pomocniczych”). Utwór nazywany jest też od incipitu Niżli siądziesz do stołu, masz umysł sprostować. Rękopis przechowywany jest w Bibliotece oo. Bernardynów w Krakowie. Tekst liczy 64 wersy zapisane trzynastozgłoskowcem (7+6) z rymami AA.
Utwór powstał w środowisku bernardyńskim i przedstawia klasztorne zasady spożywania posiłków. Na początku przedstawione są ogólne wskazówki dotyczące zachowania się przy stole, jak przygotowanie wewnętrzne, modlitwa dziękczynna, przestrzeganie milczenia i skromności. Dalej zawarte jest pouczenie dotyczące tematów rozmyślań podczas obiadów i kolacji na kolejne dni tygodnia, wybieranych z Nowego Testamentu. Na zakończenie podane są uwagi o sposobach korzystania z lekcji: głośnego czytania nabożnych tekstów przez lektorów podczas posiłku.